# Cízico (rei dos doliões)
Cízico, na mitologia grega, foi um rei dos doliões, povo que habitava uma ilha próxima da Frígia, na Ásia Menor.
Esta ilha era habitada por dois povos, um raça de monstros autóctones, que tinham seis mãos, e os doliões, descendentes de Posidão.
Os doliões eram governados pelo rei Cízico, filho de Eneu e Enete, filha de Eusoro; os doliões temiam os monstros autóctones, mas estes não atacam os doliões por causa da proteção de Posidão. Cízico era casado com Cleite, uma jovem ainda sem filhos, filha de Mérops, rei de Percote.
Os argonautas ancoraram na ilha dos doliões, e foram recebidos com hospitalidade pelo povo e pelo rei. Porém os autóctones atacam os argonautas, e são massacrados por Héracles.
Depois que os argonautas partiram, um vento ruim os trouxe de volta à ilha, à noite; nem eles notaram que era o mesmo lugar, nem os doliões perceberam que eram os argonautas, mas acharam que era um ataque de uma tribo guerreira de pelasgos, e atacaram os supostos invasores. Na batalha, os argonautas mataram vários doliões, até que, quando chegou a manhã, eles perceberam o erro - Cízico estava morto. Por três dias, os argonautas e os doliões lamentaram o erro, e honraram os mortos, mas Cleite, a viúva de Cízico, se enforcou.